# Stadhuis van Antwerpen
Het Stadhuis van Antwerpen bevindt zich op de Grote Markt in de Belgische stad Antwerpen. Het stadhuis staat op de lijst van het UNESCO-wereldcultuurerfgoed als onderdeel van de groepsinschrijving Belforten in België en Frankrijk.
Het stadhuis is een renaissancegebouw, ontworpen door de architect Cornelis Floris De Vriendt. Het is gebouwd tussen 1561 en 1564. Het stadhuis is overwegend gebouwd in de renaissancebouwstijl; de middelste sectie doet echter al denken aan de barok.

## Geschiedenis

### Bouw

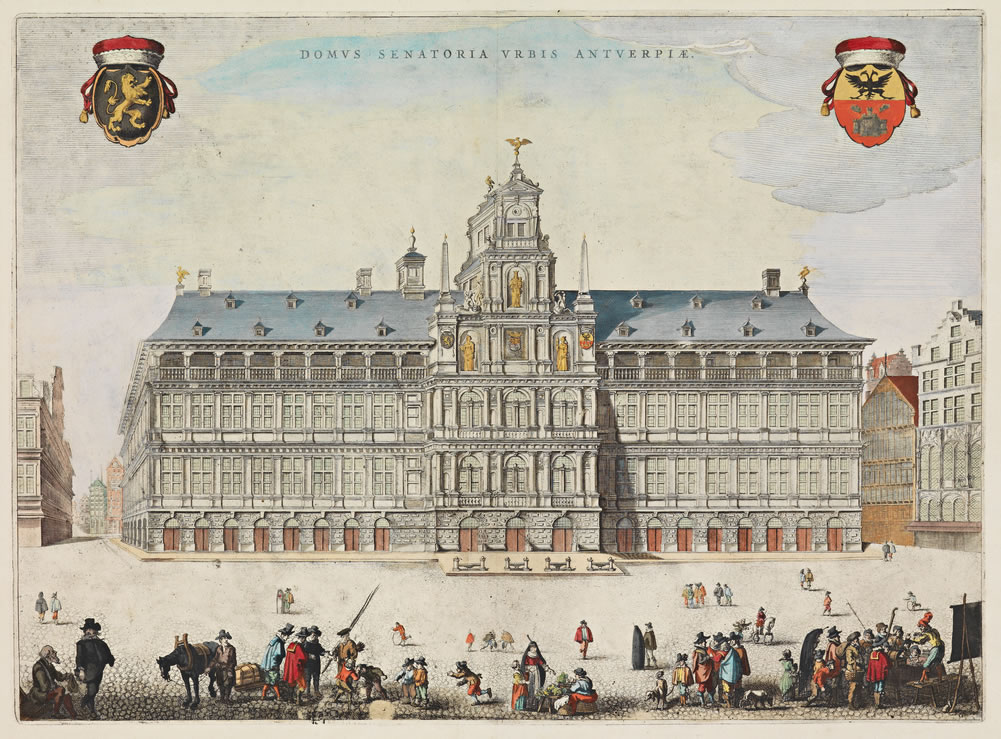
Stadhuis van Antwerpen rond 1609-1706.

In de 16e eeuw nam de bevolking van de stad Antwerpen sterk toe, net als de hoeveelheid werk van de burgemeester en de schepenen. Er ontstond daardoor de behoefte om het toenmalig schepenhuis te vervangen door een nieuw exemplaar. Rond 1540 werd daarom aan de architect Dominicus de Waghemakere de opdracht gegeven om een ontwerp voor een nieuw stadhuis te tekenen. Een ander prijzig project (de nieuwe stadsomwalling) kreeg echter voorrang, waardoor het plan voor een nieuwe stadhuis voor enige tijd de ijskast in ging. In 1560 kwam er een nieuw ontwerp tot stand, waarbij onder andere architect Cornelis Floris De Vriendt, beeldhouwer Willem van den Broeck, dichter Willem van Haecht en de schilders Jan Metsys en Lambert van Noort betrokken waren. De bedoeling was een stadhuis te ontwerpen in de op dat moment nieuwe renaissancestijl. Om bouwkosten te drukken, zou de begane grond van het pand gaan bestaan uit winkelpanden. Met de verhuur daarvan hoopte men een deel van de kosten later terug te kunnen winnen. Het pand zelf zou neergezet worden op de Grote Markt. Dit plein was gemeente-eigendom en zou daarom niets kosten.
Oorspronkelijk dacht men zo'n 100.000 gulden kwijt te zijn aan de bouw van het nieuwe stadhuis. Men begon in november 1560 met het graafwerk en de eerste steen werd gelegd op 27 februari 1561. Twee jaar later was twee derde van het gebouw voltooid, maar was ook het geld op. De stad moest hierom nog eens 50.000 gulden lenen. Uiteindelijk werd het dak voltooid in de zomer van 1564 en de inhuldiging volgde op 27 februari van het jaar daarop.

### Verwoesting in 1576
Reeds in 1576 volgde er een zware klap voor het stadhuis. Soldaten van de Spaanse koning, die in geen maanden soldij hadden ontvangen, besloten de stad Antwerpen - de rijkste stad uit de regio - te plunderen. Doordat er vanuit het stadhuis flink verzet geboden werd, staken de soldaten het gebouw in brand. Het dak en het interieur overleefden de vuurzee niet. De herstelwerkzaamheden begonnen twee jaar later.

## Gevel

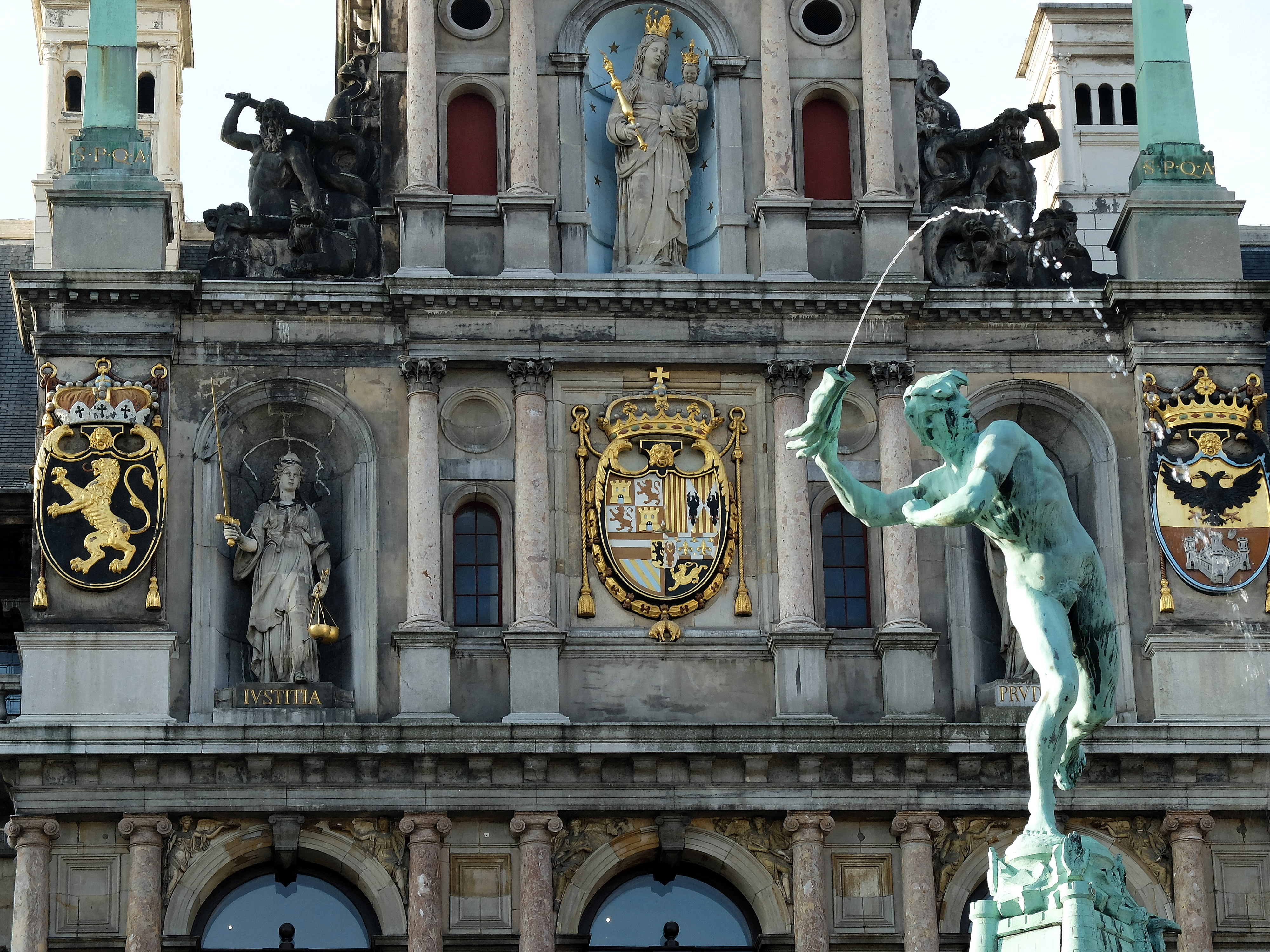
Detail voorgevel, met Brabo op de voorgrond. De drie wapenschilden tonen 1. de Brabantse Leeuw (links), het wapen van het hertogdom waarvan deze stad de haven is, 2. het wapenschild van Filips II (midden) en (rechts) het wapenschild van het blazoen en de markgraaf van de stad met erboven de keizerlijke adelaar. Het (te grote) Mariabeeld erboven kwam er met de contrareformatie. Voorheen stond er een Brabobeeld dat beter in de nis paste en naar de Werfpoort verhuisde en later samen met de afbraak van de poort verdween.

Helemaal bovenaan de gevel, op de klokkentoren, staat de adelaar gericht naar Aken.
In de middelste sectie van de gevel bevinden zich drie nissen met in elke nis een standbeeld. Het bovenste standbeeld is een afbeelding van Maria. Dit heeft er echter niet altijd gestaan. Tot 1586 stond hier het beeld van Brabo, volgens de legende de stichter van de stad Antwerpen, en van het hertogdom Brabant. Hij symboliseerde onder meer het (relatieve) zelfbestuur van de stad. Het beeld werd in 1587 door de jezuïeten verwijderd, die tijdens de Contrareformatie een belangrijke rol in het Antwerpse leven speelden.
De andere twee beelden symboliseren Vrouwe Justitia (gerechtigheid) en Vrouwe Prudentia (voorzichtigheid); de belangrijkste deugden van het stadsbestuur. Tussen de dames in hangt het wapenschild van de Spaanse koning Filips II die het op dat moment in grote delen van Europa - waaronder ook in Antwerpen - voor het zeggen had. Verder hangt geheel links het wapenschild van de hertog van Brabant, en rechts dat van de markgraaf van Antwerpen. Op dit laatste wapenschild is een adelaar te zien. De twee zeecentauren links en rechts van Brabo (thans Maria) verwijzen naar de Schelde.
De Groene Poort in de Poolse stad Gdańsk werd geïnspireerd door het stadhuis van Antwerpen. Ook het stadhuis van Emden werd geïnspireerd door dat van Antwerpen.
Vermoedelijk diende de topgevel ook als inspiratiebron bij de in 1611 uitgevoerde verbouwing van de façade van het stadhuis van Bergen op Zoom. Deze verbouwing werd door Antwerpse beeld- en steenhouwers uitgevoerd.

## Indeling
In het stadhuis bevinden zich onder andere de volgende ruimtes:
- Leyszaal, een erezaal waar gasten worden ontvangen. Boven de deuren hangen elf portretten van de hertogen van Brabant, geschilderd door Hendrik Leys
- Klein Leyszaal
- Trouwzaal met muurschilderingen van Viktor Lagye
- Wandelzaal
- Militiezaal met een schoorsteen
- Raadszaal, in gebruik als vergaderruimte voor de gemeenteraadsleden, en met plafondschilderingen van Jacob de Roore uit 1713, ter gelegenheid van de Vrede van Utrecht

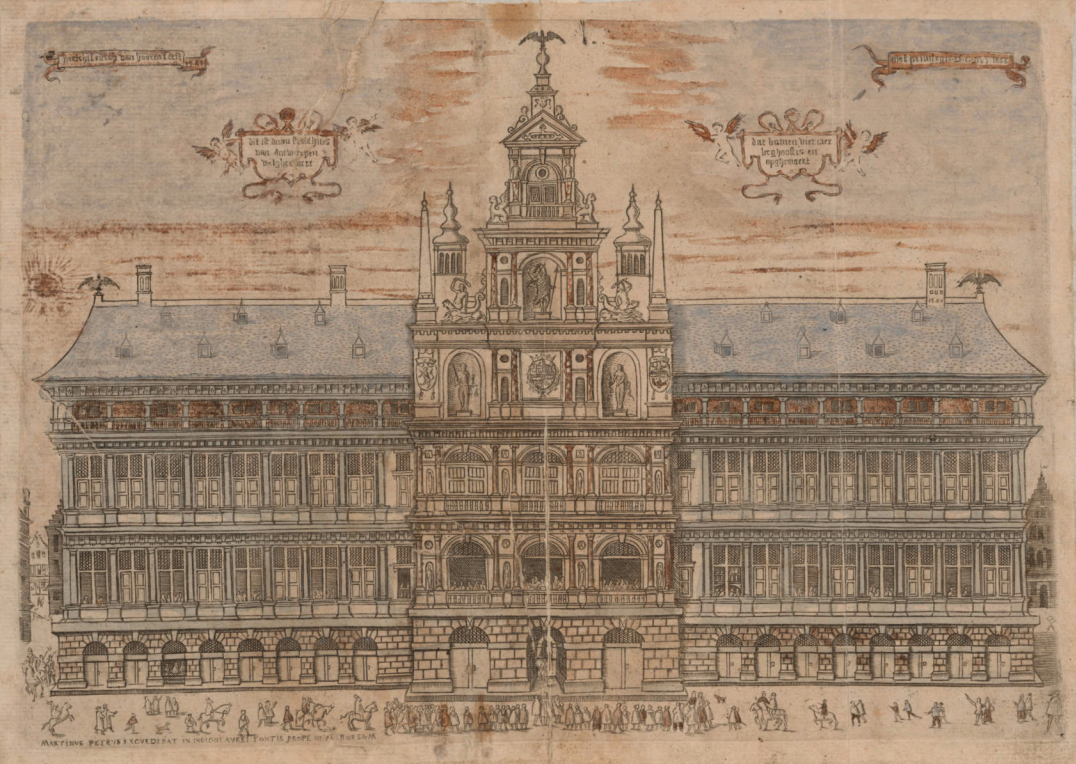

- Kabinet van de Burgemeester met een schouw van Pieter Coecke van Aelst

### Wandelzaal
Deze is gelegen op de 1e verdieping (“Schoon Verdiep”), over de volle breedte van de zijgevel aan de Zilversmidstraat, en werd in 1929-1931 ingericht als feestzaal. Het neorenaissance-interieur sluit aan bij de bestaande inrichting van het stadhuis. De zaal heeft een aantal kunstschatten, waaronder (een replica van) het gewaad van koningin Astrid bij haar intrede in 1935, en de (originele) hoed.
Het licht valt er binnen langs een opmerkelijke reeks glasramen, die samen een staalkaart vormen van de monumentale glasschilderkunst in Vlaanderen van 1950 tot nu. De ramen uit de jaren 1950-79 (aan de twee korte zijden van de zaal, de eerste vier hieronder) zijn figuratief glas-in-lood volgens de traditionele methode. De overige, meer moderne glasramen aan de lange gevel, getuigen van een vrijere expressie:
- drie glasramen van de families Nottebohm, Osterrieth en Pieter Schmidt van Gelder (1950, glazenier Jan Huet);
- glasraam, geschonken door de Nederlanders in Antwerpen (1964, glazenier Joep Nicolas);
- glasraam 25-jarig burgemeesterschap Lode Craeybeckx (1973, glazenier Jean-Pierre Tuerlinckx);
- glasraam Rubensjaar (1977, glazenier Georges Staes);
- glasraam Culturele hoofdstad van Europa 1993 (1994, glazenier Joost Caen);
- glasraam Eurosail 1993 (1994, schilder Jan Van Riet en Armand Calders);
- glasraam Beurs voor Diamanthandel (1996, glazenier Willem Bierwerts);
- glasraam Van Dyckjaar (1999, schilder Narcisse Tordoir);
- glasraam 450 jaar Stadhuis Antwerpen (2016, glazenier Warner Berckmans).

## Toerisme
Het stadhuis is nog altijd als stadhuis in gebruik, en daarom niet volledig open voor bezoekers. Het publiek kan wel sinds juni 2022 de gelijkvloerse verdieping gedeeltelijk vrij bezoeken, het Schoon Verdiep bezoeken na reservatie van een geleid bezoek en de maandelijkse zittingen van de gemeenteraad bijwonen in de Raadszaal, en ook de Trouwzaal is tijdens de ceremonie toegankelijk voor de betrokkenen. Naar aanleiding van het 450 jaar jubileum van het Stadhuis in 2015 werd de Wandelzaal opengesteld als tijdelijk café. Slechts een paar keer per jaar, op speciale gelegenheden, opent het stadhuis helemaal zijn deuren, en kan de pracht en praal ook door de 'gewone sterveling' bewonderd worden.

## Restauraties en renovaties

### Heropbouw (1578-1580)
Na de verwoesting van het stadhuis in 1576 wordt reeds in 1578 begonnen met de heropbouw. In 1580 is het stadhuis grotendeels hersteld.

### Restauratie (19e eeuw)
De economische heropleving van Antwerpen, die reeds was ingezet in de Franse tijd, nam nog toe na de Belgische onafhankelijkheid, en leidde, samen met de bevolkingstoename tot de noodzaak van een grondige restauratie van het stadhuis. De buitenzijde werd gerestaureerd van 1853 tot 1869. Toen werd de hele buitengevel vervangen. Alleen in de binnenbogen zijn nog sporen terug te vinden van marmerstenen uit de 16e eeuw. De binnenrestauratie liep van 1860 tot 1898.

### Restauratie 2018-2021/2022

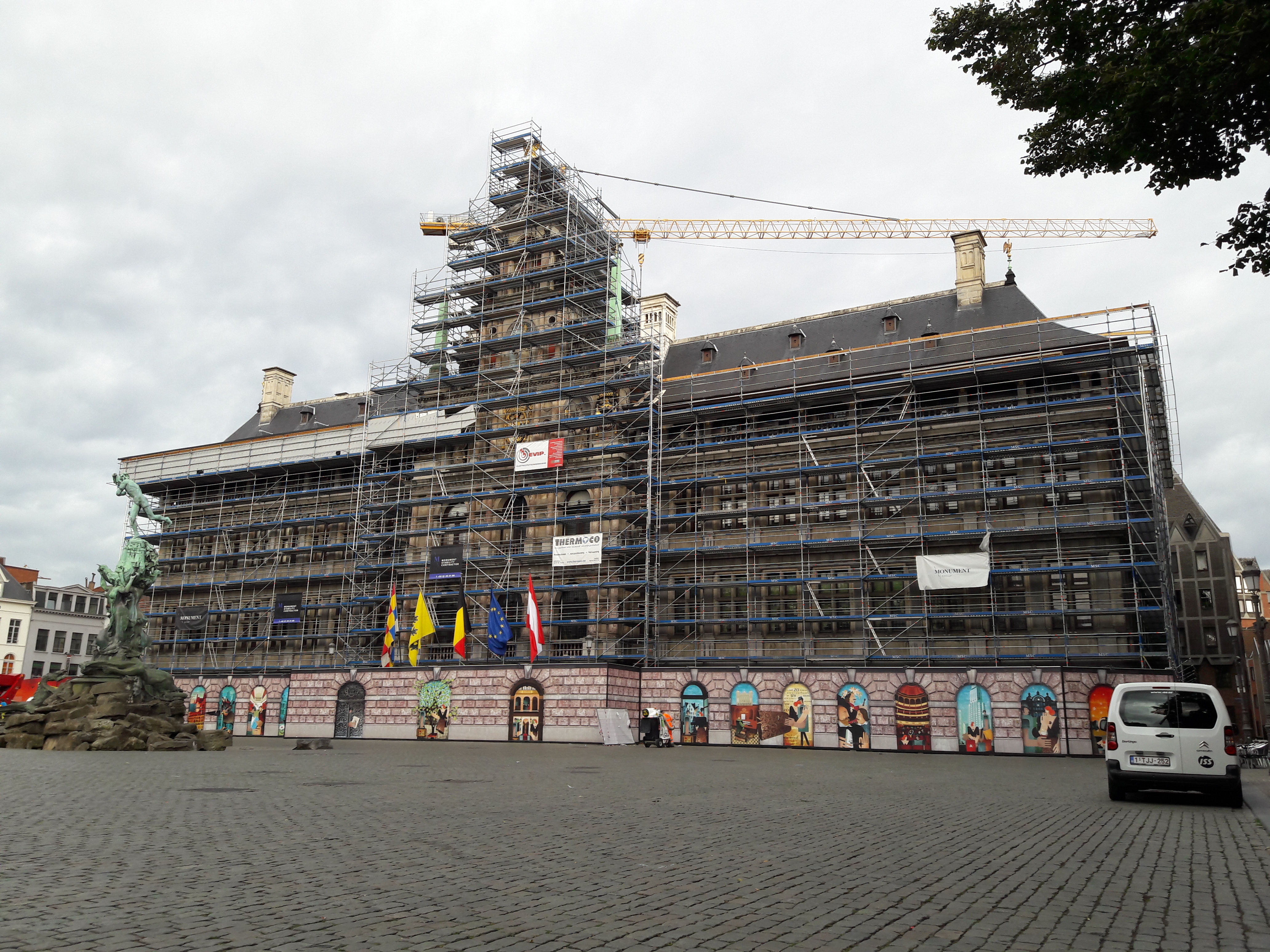
Het stadhuis tijdens de restauratiewerken

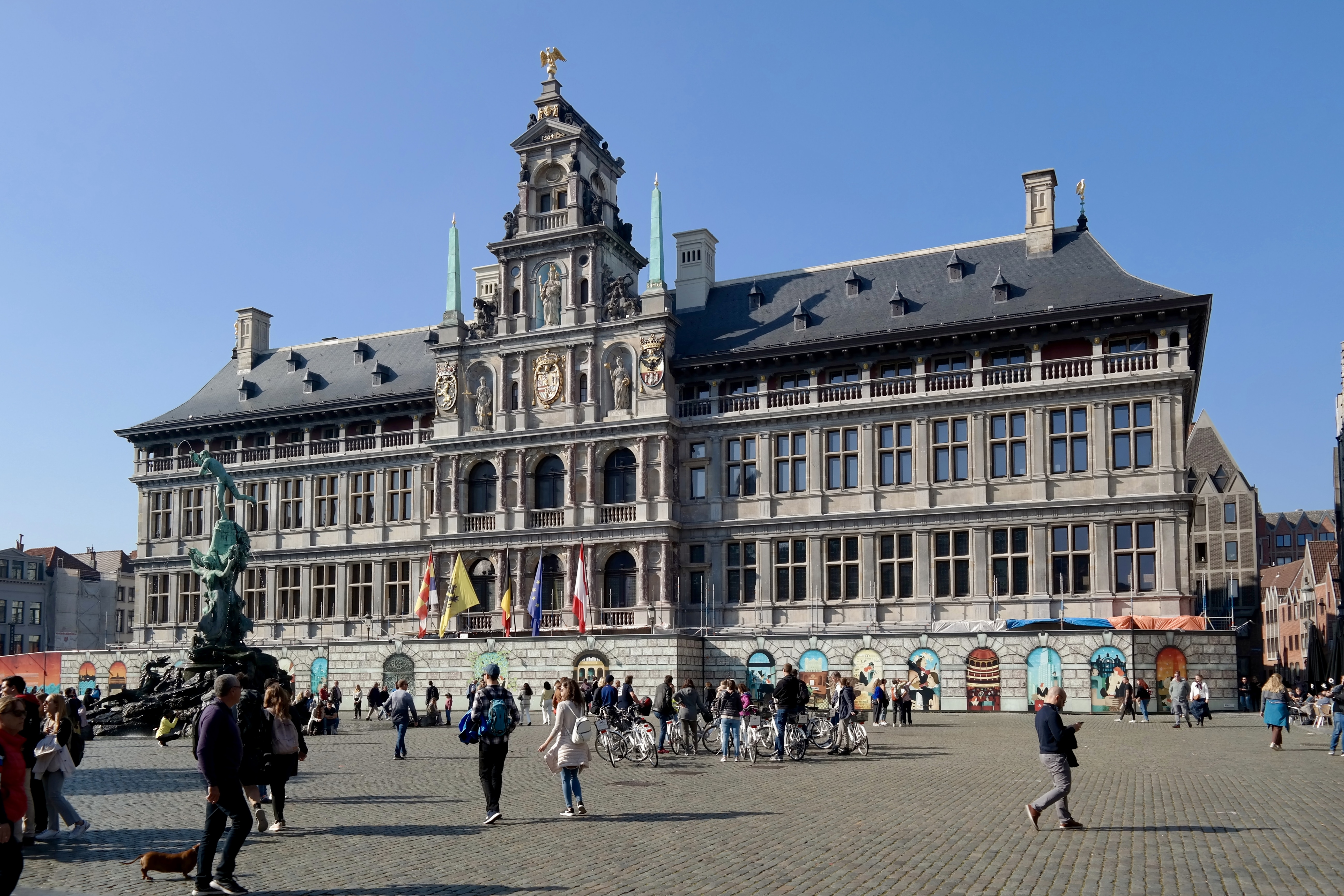
Het stadhuis in 2021 na de restauratiewerken aan de gevel

Op 3 maart 2017 werd het beheersplan voor een grondige restauratie door het Agentschap Onroerend Erfgoed goedgekeurd. De restauratie ging op 9 april 2018 van start, en ging volgens de plannen in 2018 tegen het najaar van 2021 afgerond zijn. De kostprijs werd bij aanvang geraamd op 29 miljoen euro. Uiteindelijk kon de restauratie afgesloten worden met een volksfeest op 18 juni 2022.
De Vlaams Bouwmeester schreef in 2014 een wedstrijd uit voor een ontwerpteam dat in 2015 geselecteerd werd; AG Vespa was bouwheer van de hele restauratie. Op vrijdag 1 december 2017 is de meerjarenpremieovereenkomst voor de restauratie van het stadhuis en Het Steen ondertekend. Voor de restauratie van deze historische gebouwen wordt in totaal ca. 35,5 miljoen euro uitgetrokken. Bijna 11 miljoen euro van dat budget was afkomstig van Vlaanderen dat voor deze projecten een erfgoedpremie toekent. Met de ondertekening van deze overeenkomst tussen Vlaanderen en Antwerpen konden de restauratiewerken aan de twee gebouwen officieel van start gaan.
De kunstenares Fatinha Ramos maakte een reeks illustraties die tijdens de restauratiewerken de werfomheining sierden. Op twee beeldschermen aan de werfomheining aan de Grote Markt werden updates en informatie over de bouwwerken gegeven. Daar konden bewoners en bezoekers de bouwwerken via korte filmpjes en foto's volgen.
De buitengevel werd weer hersteld en gereinigd. Ook de restauratie van het interieur was voorzien, waaronder de muurschilderingen, vele schilderijen en het goudleerbehang in het kabinet van de burgemeester.
In het stadhuis werden bovendien klimatologische aanpassingen en betere elektronica- en ICT-voorzieningen aangebracht.  Het gebouw werd daarbij ook voorbereid voor aansluiting op een warmtenet.
Na de restauratie, vanaf 20 juni 2022, werd de gelijkvloerse verdieping gedeeltelijk vrij toegankelijk voor het publiek. Voor het bezichtigen van het Schoon Verdiep dient men een geleid bezoek in te boeken. Door de grote poorten open te zetten, verdween het gesloten karakter van de gevel. De centrale inkomhal, die zich voordien aan de zijde van de Suikerrui bevond, verplaatste weer naar de Grote Markt. Door het geheel van gangen en kamertjes op de gelijkvloerse verdieping open te werken, ontstond er een centrale foyer. Op de tweede verdieping vonden de meest ingrijpende wijzigingen plaats. Aan weerszijden van de centrale koepel kwamen nieuwe, hoge ruimtes waardoor veel daglicht naar binnen stroomt. De kabinetten die zich voordien niet in het stadhuis bevonden, kregen vanaf 2022 een plek op deze tweede verdieping.